# Герстель
Герстель (нім. Hörstel) — місто в Німеччині, знаходиться в землі Північний Рейн-Вестфалія. Підпорядковується адміністративному округу Мюнстер. Входить до складу району Штайнфурт.
Площа — 107,32 км2. Населення становить 20 335 ос. (станом на 31 грудня 2020).